# Alice Rahon
Alice Rahon foi uma pintora surrealista franco-mexicana, poetisa e influente figura no movimento surrealista internacional. Nascida Alice Philippot na França, ela se associou a importantes figuras do Surrealismo, incluindo André Breton, e iniciou sua trajetória artística escrevendo poesia surrealista. No entanto, foi na década de 1940, após se mudar para o México, que ela se concentrou na pintura, tornando-se uma das mais notáveis representantes do Surrealismo no país.
Em sua juventude na França, Rahon encontrou-se com artistas e escritores do movimento surrealista e lançou seus primeiros livros de poesia, como A même la terre (1936), ilustrado por Wolfgang Paalen, que viria a se tornar seu esposo. A relação com Paalen e a convivência com artistas como Max Ernst e Man Ray intensificaram seu interesse pelo simbolismo e pela exploração do subconsciente.
A mudança para o México, onde se estabeleceu com Paalen e conheceu a vibrante cena cultural local, teve grande impacto em sua obra. Fascinada pelas tradições e culturas indígenas mexicanas, sua pintura incorporou cores intensas e iconografia inspirada nos mitos e na espiritualidade do México pré-colombiano. Rahon encontrou no país uma renovação de sua expressão artística e produziu obras que mesclavam o surrealismo europeu com uma visão mais mística, típica do México.
Seu trabalho se destacou por um estilo altamente lírico e experimental, com o uso de texturas e cores terrosas, misturando areia, pedra e pigmentos naturais, criando superfícies que evocam tanto a paisagem quanto a tradição indígena mexicana. Alice Rahon abordou temas como o misticismo e o universo feminino, bem como a relação entre a natureza e o inconsciente, refletindo um diálogo entre suas raízes europeias e sua paixão pela cultura mexicana.
Rahon também foi uma das poucas mulheres surrealistas a ser amplamente reconhecida na cena artística do México e em parte da América Latina, embora tenha caído no esquecimento por várias décadas após sua morte. Nos últimos anos, no entanto, sua obra tem recebido crescente atenção, sendo celebrada por sua contribuição única ao Surrealismo e por sua capacidade de mesclar culturas e tradições em uma expressão profundamente pessoal e onírica.